# アヴィーチー
アヴィーチー（Avicii、スウェーデン語発音: [aˈvɪtːɕɪ]、本名：ティム・バークリング（Tim Bergling）。1989年9月8日 - 2018年4月20日）は、スウェーデン出身の音楽プロデューサー、リミキサー、DJ。
ティム・バーグ (Tim Berg)、トム・ハングス (Tom Hangs) といったアーティスト名も使用していた。アーティスト名はサンスクリット語で「無間地獄」を意味するavīciから。『グラミー賞』に2回ノミネートされている。

## 生い立ち
スウェーデンの首都ストックホルムで生まれ、その高級住宅街エステルマルム地区で育つ。母は女優のアンキ・リデン。父親はクラース・バークリング。兄にアントンがいる。幼いころから兄とともに様々な種類の音楽を聴く。元来から音楽家になりたかったティムはピアノやギターを習うが、やがて、音楽制作ソフト（FL Studioなど）を見つけ、心酔し、夢中になる。ティムはティエスト、スウェディッシュハウスマフィアのアクスウェルおよびスティーヴ・アンジェロならびにセバスチャン・イングロッソ、エリック・プライズ、ダフトパンク、レイドバック・ルークらから影響を受ける。
高校を卒業したティムは18歳から改造した自身の寝室で楽曲を作成し、リミックスを手掛けるなど本格的に音楽活動を始める。ティムは様々なブログにて次から次に楽曲を発表していく。コモドール64のゲーム「Lazy Jones」のテーマ曲をリミックスした楽曲「Lazy Lace」は特に高い評価を受けた。その後、ティムは英国のDJであるピート・トン主催の大会「ピート・トン・ファスト・トラックス」で70パーセントの聴衆から称賛と票を集め優勝を勝ち取る。2008年4月にピート・トンが所有するレコードレーベルで、トラック「Manman」をリリースする。数多くのレーベル、プロモーター、エージェンシーの注意と話題をひきつけており2008年5月に「At Night Management」、のちオーストラリアの「Vicious Grooves」と契約を果たす。早い時期からオランダのDJであるティエストから注目されており、ティエストによる招きでイビサ島のイベントに参加した。

## 来歴
2010年、スウェーデンのDJジョン・ダールバックとともに楽曲「Don't Hold Back」をコラボレーションする。同年にティム・バーグ名義で発表された楽曲「Seek Bromance」は英国のシンガーソングライターであるアマンダ·ウィルソンをフィーチャー、イギリスの全英シングルチャートを始めとして10数ヶ国のチャートでトップ20を記録、オーストラリアなど複数の国でゴールドディスクを獲得する。
2011年に発表されたデヴィッド・ゲッタとコラボレーションした楽曲「Sunshine」は2012年の第54回グラミー賞最優秀ダンス・レコーティングにノミネートされた。
2011年、彼のオリジナルトラックである「Fade Into Darkness」（以前のタイトル:Penguin）を、レオナ・ルイス側が無断でサンプリング、タイトル「Collide」としてリリースしようとしたため、アヴィーチー側は、レオナ・ルイス側に対して盗作したとして訴訟を起こそうとするが、のちに、アーティスト名をともに連ねることを条件にしたうえで和解が成立、「Collide」は全英シングルチャートで4位を記録する。
2011年10月28日、1962年にリリースされたエタ・ジェイムスの楽曲「Something's Got a Hold on Me」をサンプリングしたシングル「Levels」をリリース、約20ヶ国あまりのチャートでトップ10内を記録。アメリカ合衆国、オーストラリア、ドイツ、イタリア、ベルギー、ノルウェー、スウェーデン、スイスといった国々でプラチナディスクを 、イギリス、ニュージーランド、デンマークでゴールドディスクを獲得した。同楽曲により2013年の第55回グラミー賞最優秀ダンス・レコーティングにノミネートされた。

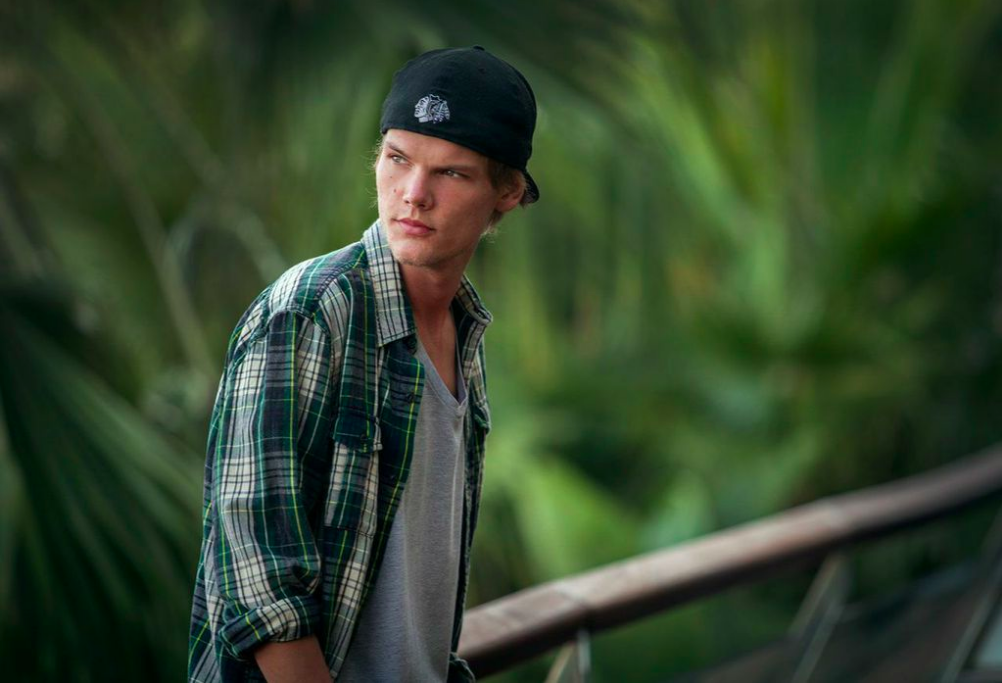
2014年

2012年、マドンナの楽曲「ガール・ゴーン・ワイルド」のリミックスを手掛け、レニー・クラヴィッツと楽曲「Superlove」を共作する。イギリスの『DJ マガジン』による世界のトップ100DJsのリストで第3位に選ばれた。9月、世界的に有名なニューヨーク市のラジオシティ・ミュージックホールでDJとしては歴史的に初の快挙となるヘッドライナーを務める。チケットはすぐに完売している。2012年の暮れ、DJのニッキー・ロメロとともにシングル「I Could Be the One」を発表し、スウェーデンの歌手ヌーニー・バオをフィーチャー、全英シングルチャートで1位を記録した。
2013年2月、初の南米ツアーをブラジル、アルゼンチン、コロンビア、ベネズエラ、チリといった諸外国で行う。4月にはABBAのメンバーだったベニー・アンダーソン、ビョルン・ウルヴァースとともにユーロビジョン・ソング・コンテスト2013のアンセム「We Write the Story」を共作した。
ギタリスト・プロデューサーのナイル・ロジャース、米国オルタナティブ・メタルバンドのインキュバスのリードギタリストであるマイク・アインジガー、シンガーソングライターのアダム・ランバート、オルタナティヴロックバンドのイマジン・ドラゴンズのダン・レイノルズ、ブルーグラス・バンドであるアリソン・クラウス・アンド・ユニオン・ステーションのメンバーでシンガーソングライターのダン・ティミンスキー、カントリーシンガーのマック・デイヴィスといった多士済々なアーティストたちを迎えたデビュー・アルバム『トゥルー』を制作、本国スウェーデンで9月13日にリリース。先立つこと3月に米国マイアミで開催されたウルトラ・ミュージック・フェスティバルにおいてデビュー・アルバムの一部のトラックを初公開、アルバムの一部のトラックを聴いたドイツのDJであるZeddはTwitterにて絶賛した。4月、オンライン音声配信プラットフォームサウンドクラウドにて60分にわたる新しいアルバムのプロモミックスを発表し、高い再生回数を誇った。
2013年6月17日にデビュー・アルバム『トゥルー』からリリースされた先行シングルでサレム・アル・ファキールをフィーチャーした「Wake Me Up」はソウル歌手アロー・ブラックをフィーチャー、瞬く間に全英で1位を獲得、米国ブルーグラスシンガーのダン・ティミンスキーを客演した「Hey Brother」は全英シングルチャートでトップ5に入り、英国では初日だけで約88,000枚を売り上げ、2013年の最速売り上げ記録となった。米国、英国、カナダ、スウェーデン、ニュージーランド、イタリア、デンマーク、オーストラリアなどでプラチナディスク認定される。
2014年には、「Wake Me Up」がBillboard Music Awards 2014の「Top Dance/Electronic Song」部門にて受賞した。
2015年には、マドンナのアルバム『レベル・ハート』に参加。更にオランダのDJ/音楽プロデューサーのマーティン・ギャリックスとコラボした「Waiting For Love」がリリースされた。
10月2日にはセカンド・アルバム『ストーリーズ』がリリースされた。
2016年3月29日に、自身のオフィシャルサイトとFacebookにて、年内をもってDJ活動（ライブ、ツアーなど）から引退すると発表した。7月に、YouTube上で「Wake Me Up」のミュージック・ビデオの再生回数が、10億回を突破した。8月28日に、5年間もレジデンシーを務めたイビザ島のUshuaïa Ibizaで最後のライブ公演を行い、長いツアー生活に終止符を打った。
2017年8月には、6曲の新曲を収めたEP盤『Avīci (01)』をリリースした。10月にドキュメンタリー『Avicii: True Stories』を期間限定で公開した。日本では11月23・24日に各地の映画館で上映された。
2018年4月、Billboard Music Awards 2018の「Top Dance/Electronic Album」部門に『Avīci (01)』がノミネートされた。

### 来日
2013年はSPRINGROOVEで、2014年、2015年の単独公演にそれぞれ来日し、富士急ハイランドのコニファーフォレストにてライブを開催予定だったが、全て本人の都合で中止となっている。2016年に企画された来日公演では、「僕らは君を諦めない!」と銘打たれた宣伝がなされた。
「AVICII JAPAN TOUR 2016」は6月に無事開催。これが生前唯一の来日公演となった（6月4日 大阪・舞洲特設会場、6月5日 QVCマリンフィールド）。

### 健康問題
21歳で急性膵炎を患い、2014年に胆嚢と虫垂を切除している。2013年には『タイム』誌に「パーティーをし過ぎて飲み過ぎている」と語っており、2016年には健康上の不安から今後はツアー活動を行わないことを表明。2017年10月26日に『Avicii: True Stories』と題して公開されたドキュメンタリーの中でも、友人であり自身の監督でもあるレヴァン・ツィクリシュヴィリに体調への不安を語る場面があった。

### 死去
2018年4月20日、ニューヨーク・タイムズやCNNは、アヴィーチーの所属事務所の広報担当であるダイアナ・ブラウン（英: Diana Baron）が「アヴィーチーが現地時間で20日金曜日の午後、友人を訪問するために滞在していたオマーンのマスカットにおいて急死した。家族は憔悴しており、これ以上の声明は出さないためプライバシーを尊重してほしい」と発表したと報じた。オマーン警察は事件性はないとしている。日本の所属レーベルであるユニバーサル・ミュージックは21日に公式ページにて公表した。これを受けてMTVは『アヴィーチー VideoSelects』と題した追悼番組の放送を決定した。4月26日には所属事務所を通じて、家族からの「最愛のTimへ」という手紙がスウェーデンTVに公開された。その後、自殺であったことを示唆する声明を家族が発表。アヴィーチーの家族は新たに、メンタルヘルスに問題を抱える人々を支援するための「Tim Bergling Foundation」を設立した。

### 死後
2019年4月、生前制作していた12曲を収めたニュー・アルバム『ティム』が2019年6月6日にリリースされ、ファースト・シングル「SOS」は4月10日に、セカンド・シングルの「Tough Love」は同年5月9日に先行リリースされることが発表された。加えて、アルバムの売り上げに伴うアヴィーチーの純利益は「Tim Bergling Foundation」に寄付される。
12月5日、 ストックホルムのFriends ArenaにてTim Bergling Foundation主催のトリビュートコンサートが開催された。アヴィーチーと共に楽曲制作をしたシンガーやバンドが出演し、6時間以上にわたってアヴィーチーの楽曲が演奏された。

## ディスコグラフィ

### スタジオ・アルバム
| 年   | アルバム             | 詳細 | 認定 |
| ---- | -------------------- | --- | ---- |
| 2013 | トゥルー True        | - 発売日: 2013年9月13日(スウェーデン)・2014年1月22日(日本) - レーベル: PRMD, Columbia Records, Lava Records:en, Sony Music - フォーマット: CD、digital download |      |
| 2015 | ストーリーズ Stories | |      |
| 2019 | ティム TIM           | - 発売日: 2019年6月6日(スウェーデン / 日本) - レーベル: PRMD, Island - フォーマット: CD、digital download                                                       |      |

### コンピレーション・アルバム
2011年
- Avicii Presents Strictly Miami

2025年
- Avicii Forever

### 代表的なシングル
2010年
- "Bromance" (※ティム・バーグ 名義)
- "My Feelings For You" (&. セバスチャン・ドラムス)
- "Seek Bromance" (Avicii Vocal Edit)(※ティム・バーグ 名義)

2011年
- "Blessed" (Avicii Edit)(&. シャーマノロジー)(※トム・ハングス 名義)
- "Fade Into Darkness"
- "Collide" (&. レオナ・ルイス )
- "Levels"

2012年
- "Silhouettes"
- "Superlove" (vs. レニー・クラヴィッツ)
- "Dancing In My Head" (vs. エリック・ターナー)
- "I Could Be The One" (vs. ニッキー・ロメロ)

2013年
- "X You"
- "Wake Me Up"
- "You Make Me"
- "Hey Brother"
- "Addicted To You"

2014年
- "Lay Me Down"
- "The Days"
- "The Nights"

2015年
- "Feeling Good"
- "Waiting For Love"
- "For a Better Day"
- "Pure Grinding"
- "Broken Arrows"

2016年
- "Taste the Feeling" (&. コンラッド・スーウェル)

2017年
- "Without You" (feat. サンドロ・カヴァッツァ)
- "Lonely Together" (feat. リタ・オラ)

2019年
- "SOS" (feat. アロー・ブラック)
- "Tough Love" (feat. アグネス & ヴァーガス & ラゴラ)
- "Heaven"
- "Fades Away" (feat. ミシュキャッツ) [Tribute Concert Version]

### 主な参加曲
2011年
- "Sunshine" (&. デヴィッド・ゲッタ)
- フロー・ライダー - "Good Feeling"

2012年
- ナーヴォ - "You're Gonna Love Again"
- チョ・グォン - "Animal" (feat. J-HOPE)

2014年
- サンタナ & ワイクリフ・ジョン - "Dar um Jeito" (We Will Find a Way)[The Official 2014 FIFA World Cup Anthem][feat. アヴィーチー & アレクサンドル・ピレス]
- コールドプレイ - "A Sky Full of Stars"
- デヴィッド・ゲッタ - "Lovers on the Sun" (feat. サム・マーティン)
- ワン・リーホン - "Lose Myself" (feat. アヴィーチー)
- デヴィッド・ゲッタ - "Yesterday" (feat. ビービー・レクサ)
- ワイクリフ・ジョン - "Divine Sorrow" (feat. アヴィーチー)

2015年
- ダニエル・アダムス・レイ - "Thinking Of Sunshine"
- Walk Off the Earth - "I'll Be Waiting"
- マドンナ - "Devil Pray"
- マドンナ - "HeartBreakCity"
- マドンナ - "Wash All Over Me"
- マドンナ - "Messiah"
- マドンナ - "Rebel Heart"
- マドンナ - "Borrowed Time"

2016年
- コールドプレイ - "Hymn for the Weekend"
- オットー・ノウズ - "Back Where I Belong" (feat. アヴィーチー)

2018年
- アンダーソン・イースト - "Girlfriend"
- ヒューマン - "Ghost"

2020年
- カイゴ、アヴィーチー & サンドロ・カヴァッツァ - "Forever Yours" (Avicii Tribute)

2025年
- アヴィーチー & サンドロ・カヴァッツァ "Forever Yours (Tim’s 2016 Ibiza Version)"

## 出演作品

### 映画
| 年   | 題名                                                     | 役名 | 備考                            |
| ---- | -------------------------------------------------------- | ---- | ------------------------------- |
| 2024 | アヴィーチー: アイム・ティム Avicii - I'm Tim            | 本人 | Netflixドキュメンタリー映画     |
| 2024 | アヴィーチー: マイ・ラスト・ショー Avicii - My Last Show | 本人 | Netflix音楽ドキュメンタリー映画 |